# バージニア (原子力潜水艦)
|          |                                                   |
| 艦歴     |                                                   |
| 発注     | 1998年9月1日                                      |
| 起工     | 1999年8月2日                                      |
| 進水     | 2003年8月8日                                      |
| 就役     | 2004年10月23日                                    |
| その後   |                                                   |
| 性能諸元 |                                                   |
| 排水量   | 7,800 t                                           |
| 全長     | 114.9 m (377 ft)                                  |
| 全幅     | 10.3 m (34 ft)                                    |
| 吃水     | 9.8m (32 ft)                                      |
| 機関     | S9G 原子炉                                        |
| 最大速   | 水上：25ノット (46 km/h) 水中：32ノット (59 km/h) |
| 潜行深度 | 800 ft (250 m)                                    |
| 乗員     | 士官、兵員113名                                   |
| 兵装     | VLS 12基 21インチ魚雷発射管 4基                   |
| モットー | Sic Semper Tyrannis (Thus Always To Tyrants)      |

バージニア (USS Virginia, SSN-774) は、アメリカ海軍の攻撃型原子力潜水艦。バージニア級原子力潜水艦の1番艦。艦名はバージニア州に因む。その名を持つ艦としてはバージニア級原子力ミサイル巡洋艦1番艦(CGN-38)以来10隻目。

## 艦歴
バージニアは1999年8月2日にコネチカット州グロトンのエレクトリック・ボート社で起工した。2003年8月にリンダ・ジョンソン・ロブ（元バージニア州知事及び上院議員チャールズ・ロブの妻、第36代大統領リンドン・ジョンソンの娘）によって命名、進水した。2004年3月10日、11日にバージニアはテムズ川に向けて12発の模擬魚雷を発射した。
バージニアは2004年10月12日、アメリカ海軍2隻目の潜水艦であるホーランド (USS Holland, SS-1) の就役104周年記念日に海軍へ引き渡された。2004年10月23日にデービッド・J・カーン艦長の指揮下就役し、コネチカット州ニューロンドン海軍潜水艦基地に配備され、第4潜水戦隊に編入された。
2005年11月23日、バージニアは対テロ戦争支援の最初の展開を完了した。
2006年1月12日にバージニアは公試後有用性検査のためにエレクトリック・ボート社でドック入りした。